# 푼타알타

푼타알타(Punta Alta)는 아르헨티나의 도시이다. 대서양 근처에 있다.

## 개요
2012년 현재 인구는 5만8천322명. 1898년 7월 2일 설립. 아르헨티나 최대의 해군 기지인 푸에르트벨그라노 해군 기지 주변에 있다.